# Asian Tour 2007
L'Asian Tour 2007 est la 13e saison des modernes "Asian Tour", principal tournoi de golf masculin d'Asie (Japon exclu) depuis son établissement en 1995. Le coût de la saison a dépassé les 27 millions de dollars. 
Liang Wen-Chong devient le premier golfeur de Chine Continentale à gagner l'Ordre du Mérite.

## Participants
| Dates                    | Tournoi                                    | Pays             | Bourse ($) | Vainqueur            | Pts | Notes                                                                                          |
| ------------------------ | ------------------------------------------ | ---------------- | ---------- | -------------------- | --- | ---------------------------------------------------------------------------------------------- |
| 18-21 janvier            | Pakistan Open                              | Pakistan         | 300 000    | Airil Rizman         | 14  |                                                                                                |
| 25-28 janvier            | Commercialbank Qatar Masters               | Qatar            | 2 200 000  | Retief Goosen        | 48  | Co-sanctionné par le Tour européen PGA                                                         |
| 1-4 février              | Philippine Open                            | Philippines      | 300 000    | Frankie Miñoza       | 14  |                                                                                                |
| 8-11 février             | Maybank Malaysian Open                     | Malaisie         | 1 290 000  | Peter Hedblom        | 26  | Co-sanctionné par le Tour européen PGA                                                         |
| 15-18 février            | Enjoy Jakarta Astro Indonesia Open         | Indonésie        | 1 000 000  | Mikko Ilonen         | 20  | Co-sanctionné par le Tour européen PGA                                                         |
| 1-4 mars                 | Johnnie Walker Classic                     | Thaïlande        | 2 440 000  | Anton Haig           | 40  | Co-sanctionné par le Tour européen PGA et par le PGA Tour of Australasia                       |
| 8-11 mars                | Clariden Leu Singapore Masters             | Singapour        | 1 100 000  | Liang Wen-Chong      | 30  | Co-sanctionné par le Tour européen PGA                                                         |
| 15-18 mars               | TCL Classic                                | Chine            | 1 000 000  | Chapchai Nirat       | 20  | Co-sanctionné par le Tour européen PGA                                                         |
| 22-25 mars               | Motorola International Bintan              | Indonésie        | 350 000    | Jason Knutzon        | 14  | Nouveau tournoi                                                                                |
| 12-15 avril              | Volvo China Open                           | Chine            | 2 000 000  | Markus Brier         | 20  | Co-sanctionné par le Tour européen PGA                                                         |
| 19-22 avril              | BMW Asian Open                             | Chine            | 2 300 000  | Raphaël Jacquelin    | 32  | Co-sanctionné par le Tour européen PGA                                                         |
| 26-29 avril              | Pine Valley Beijing Open                   | Chine            | 500 000    | Gaurav Ghei          | 14  | Nouveau tournoi                                                                                |
| 3-6 mai                  | GS Caltex Maekyung Open                    | Corée du Sud     | 600 000    | Kim Kyung-tae        | 14  |                                                                                                |
| 17-20 mai                | Macau Open                                 | Macao            | 300 000    | Lu Wen-teh           | 14  |                                                                                                |
| 24-27 mai                | SK Telecom Open                            | Corée du Sud     | 600 000    | Bae Sang-moon        | 14  |                                                                                                |
| 7-10 juin                | Bangkok Airways Open                       | Thaïlande        | 300 000    | Lee Sung             | 14  | Nouveau tournoi                                                                                |
| 23-26 juin               | Iskandar Johor Open                        | Malaisie         | 300 000    | Artemio Murakami     | 14  | Nouveau tournoi                                                                                |
| 30 août - 2 septembre    | Brunei Open                                | Brunei           | 500 000    | Lin Wen-tang         | 14  |                                                                                                |
| 13-16 septembre          | Midea China Classic                        | Chine            | 400 000    | Thaworn Wiratchant   | 14  | Nouveau tournoi                                                                                |
| 20-23 septembre          | Mercuries Taiwan Masters                   | Taïwan           | 500 000    | Lu Wen-teh           | 14  |                                                                                                |
| 4-7 octobre              | Kolon-Hana Bank Korea Open                 | Corée du Sud     | 1 000 000  | Vijay Singh          | 14  |                                                                                                |
| 11-14 octobre            | Hero Honda Indian Open                     | Inde             | 500 000    | Jyoti Randhawa       | 14  |                                                                                                |
| 25-28 octobre            | Pertamina Indonesia President Invitational | Indonésie        | 500 000    | Juvic Pagunsan       | 14  | Nouveau tournoi                                                                                |
| 1-4 novembre             | Barclays Singapore Open                    | Singapour        | 4 000 000  | Ángel Cabrera        | 40  | L'évènement sanctionné le plus riche                                                           |
| 8-11 novembre            | HSBC Champions                             | Chine            | 5 000 000  | Phil Mickelson       | 52  | Co-sanctionné par le Tour européen PGA, par le PGA Tour of Australasia et par le Sunshine Tour |
| 15-18 novembre           | UBS Hong Kong Open                         | Hong Kong, Chine | 2 000 000  | Miguel Ángel Jiménez | 36  | Co-sanctionné par le Tour européen PGA                                                         |
| 22-25 novembre           | Hana Bank Vietnam Masters                  | Viêt Nam         | 500 000    | Chapchai Nirat       | 14  | Nouveau tournoi                                                                                |
| 29 novembre - 2 décembre | Johnnie Walker Cambodian Open              | Cambodge         | 300 000    | Bryan Saltus         | 14  | Nouveau tournoi                                                                                |
| 6-9 décembre             | Volvo Masters of Asia                      | Thaïlande        | 750 000    | Prayad Marksaeng     | 20  | Limité au top 60 de l'Ordre du Mérite                                                          |

Source: 

## Classement final
| Rang | Joueur           | Pays           | Gains(US$) |
| ---- | ---------------- | -------------- | ---------- |
| 1    | Liang Wen-chong  | Chine          | 532 590    |
| 2    | Chapchai Nirat   | Thaïlande      | 442 325    |
| 3    | Anton Haig       | Afrique du Sud | 427 685    |
| 4    | Scott Hend       | Australie      | 363 109    |
| 5    | Prayad Marksaeng | Thaïlande      | 348 623    |
| 6    | Simon Yates      | Écosse         | 330 808    |
| 7    | Prom Meesawat    | Thaïlande      | 311 308    |
| 8    | Thongchai Jaidee | Thaïlande      | 278 896    |
| 9    | Lu Wen-teh       | Taïwan         | 265 909    |
| 10   | Gaurav Ghei      | Inde           | 261 057    |

- Liste complète sur le site officiel.